# لينكولن كولمان
لينكولن كولمان (بالإنجليزية: Lincoln Coleman)‏ هو لاعب كرة قدم أمريكية أمريكي، ولد في 12 أغسطس 1969 في دالاس في الولايات المتحدة.

## وصلات خارجية
- لينكولن كولمان على موقع مرجع كرة القدم المحترفة.كوم (الإنجليزية)